# Восков Іван Микитович
Іва́н Мики́тович Воско́в (1906 , Степанівка, Рильський повіт, Курська губернія, Російська імперія  — невідомо ) — український радянський партійний діяч. Депутат Верховної Ради УРСР 1-го скликання.

## Біографія
Народився 1906 року в селянській родині в селі  Степанівка, тепер Курської області, Росія. З 13 років наймитував, у 17 років поїхав на Донбас, де працював п'ять років вибійником на шахті «Криворізька» у місті Кадіївці. У 1927 році вступає до комсомолу.
У 1928 році вступив у ВКП(б).
Служив у Червоній армії. З 1930 року працював робітником на харківському заводі «Серп і молот». Три роки навчався у Вищій сільськогосподарській комуністичній школі. Потім знову працював на харківському заводі «Серп і молот», де обирався парторгом ливарного цеху, завідувачем культпропом, секретарем заводського партійного комітету. 
У жовтні 1937 — 1938 року — 1-й секретар Сталінського районного комітету КП(б)У міста Харкова.
З 1938 по березень 1939 року — 3-й секретар Харківського міського комітету КП(б)У.
26 червня 1938 року був обраний депутатом до Верховної Ради УРСР 1-го скликання по Сталінській виборчій окрузі № 242 м. Харкова.
З березня 1939 року — 2-й секретар Харківського міського комітету КП(б)У. 
Станом на 1945 рік — директор харківського заводу «Поршень», на той час в евакуації в місті Омськ.